# Jasice
Jasice – wieś sołecka w Polsce położona w województwie świętokrzyskim, w powiecie opatowskim, w gminie Wojciechowice.
Prywatna wieś szlachecka położona była w drugiej połowie XVI wieku w powiecie sandomierskim województwa sandomierskiego. W latach 1975–1998 miejscowość administracyjnie należała do województwa tarnobrzeskiego.

## Części wsi
| SIMC    | Nazwa     | Rodzaj    |
| ------- | --------- | --------- |
| 0809990 | Przylesie | część wsi |
| 0810006 | Za Torem  | część wsi |

Znajdują się tu także obiekty fizjograficzne o nazwach: Budaszki, Chłopskie Pola, Pod Wyszmontowem, Pola Poleskie oraz Szerokie.

## Zabytki
Park dworski, wpisany do rejestru zabytków nieruchomych (nr rej.: A.583 z 17.12.1957).